# Julianus Hospitator

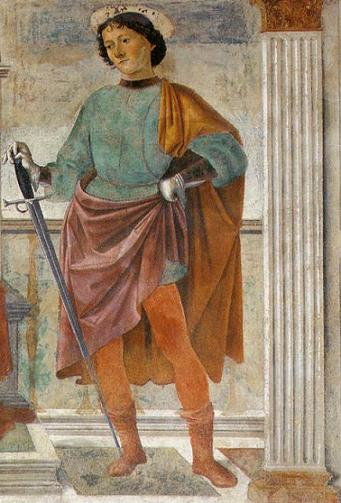
Domenico Ghirlandaio: Julianus Hospitator, 1473

Julianus Hospitator, auch Julian der Arme oder Julian der Gastfreundliche, ist ein Heiliger der katholischen Kirche. Er soll im 7. Jahrhundert gelebt haben, seine historische Existenz ist jedoch unsicher.

## Legende
Die Herkunft des heiligen Julian ist nicht bekannt, gelegentlich wird das heutige Belgien als seine Heimat angenommen.
Sein Leben wird in Jacobus de Voragines Legenda aurea geschildert und enthält Elemente der Ödipussage sowie der Legenden der Heiligen Eustachius und Christophorus. So soll Julianus unwissentlich seine Eltern ermordet haben und zur Buße eine Wallfahrt nach Rom unternommen haben. Anschließend ließ sich Julianus an einem Fluss entweder in Italien (Potenza bei Macerata) oder in der französischen Provence (Gard) nieder und betrieb dort eine Herberge für Pilger. Auch soll er Kranke gepflegt und mit einer Fähre Reisende an das andere Flussufer gebracht haben. Nach diesen Ereignissen zog er sich zurück und lebte alleine.

## Heiligenverehrung
Julianus Hospitator wird als Schutzpatron der Reisenden, der Pilger, der Gastwirte, der Fährmänner, der Gaukler und Spielleute sowie der büßenden Mörder verehrt. Sein Gedenktag ist der 29. Januar, jedoch werden auch der 12. Februar und der 31. August als Festtage des Julianus Hospitator erwähnt.
Er ist Schutzpatron der Orte Macerata in Italien und San Ġiljan (St. Julians) in Malta. Die belgisch-flämische Nationalkirche San Giuliano dei Fiamminghi in Rom und die Kirche St-Julien-le-Pauvre in Paris sind ihm gewidmet; im belgischen Ath wird er in der Kirche Saint-Julien zusammen mit Julianus von Brioude verehrt.